# جائزة بي بي سي لشخصية العام الرياضية 2016
تم حفل توزيع جائزة بي بي سي لشخصية العام الرياضية 2016 في 18 ديسمبر 2016 في ملعب جنتنج في برمنغهام. في العرض الثالث والستون لجائزة بي بي سي لشخصية العام الرياضية, الممنوحة سنويا من هيئة الإذاعة البريطانية (بي بي سي) ، لتكرم الإنجاز الرياضي البريطاني للفرد خلال العام الماضي ، مع اختيار الفائز من خلال التصويت العام من قائمة مختصرة تضم ستة عشر شخصًا. الفائز كان لاعب التنس آندي موراي ، الذي أصبح أول شخص يفوز بالجائزة ثلاث مرات. الحدث الذي تم بثه مباشرة على قناة بي بي سي ون ، استضافه كل من غاري لينيكر وكلير بالدينغ وغابي لوغان.

## المرشحين
تم الكشف عن المرشحين في 28 نوفمبر 2016 ، خلال بي بي سي ونز ذا وان شو. ولإظهار النجاح الكبير الذي تحقق في العام الماضي ، تم اختيار 16 شخصية رياضية في القائمة المختصرة.
| مرشح                | رياضة                       | الإنجاز 2017 | صفحة بي بي سي | الأصوات (النسبة المئوية) |
| ------------------- | --------------------------- | --- | ------------- | ------------------------ |
| أندي موراي          | تنس                         | فاز بثاني بطولة ويمبلدون ، ووصل إلى نهائيات فردي في كل من بطولة أستراليا المفتوحة وبطولة فرنسا المفتوحة للتنس ، دافع عن لقبه الفردي في الأولمبياد (أول لاعب على الإطلاق) ، فاز بنهاية العام ( نهائيات الجولة العالمية لعام 2016 وأصبح أول بريطاني يتصدر قائمة التصنيف والترتيب العالمي للتنس.                                                                                  |               | 247,419 (33.1%)          |
| اليستر براونلي      | الترياثلون                  | فاز باللقب الأولمبي الثاني على التوالي في سباق الترياثلون للرجال ، وبذلك أصبح أول منافس (رجل أو امرأة) في التاريخ الأولمبي للدفاع عن لقب الثلاثي. |               | 121,665 (16.3%)          |
| نيك سكيلتون         | الفروسية                    | فاز في مسابقة القفز الفردي الأوليمبية في سن 58 ، وبذلك أصبح أقدم بطل في تاريخ الفروسية الأولمبي وأقدم بطل بريطاني في الألعاب الأولمبية منذ 108 عاما. |               | 109,197 (14.6%)          |
| محمد فرح            | ألعاب القوى                 | صبح أول رياضي في 40 عامًا يحقق المسافة المزدوجة (5000 / 10،000 متر) في دورة ألعاب القوى في الألعاب الأولمبية الصيفية 2016. كما أصبح أول رياضي يفوز بتسعة ألقاب عالمية في الهواء الطلق للمسافات الطويلة على المضمار ، على التوالي وعلى التوالي. |               | 54,476 (7.3%)            |
| صوفي كريستيانسن     | الفروسية                    | فاز سيكتسح ثلاث ميداليات ذهبية في شبه الفروسية (بطولة فريق وبطولة / حرة اختبار الصف الأولى أ) في الفروسية في أولمبياد 2016 للمعاقين ، ودورة الألعاب الثانية على التوالي. |               | 37,284 (5.0%)            |
| كيت ريتشاردسون-والش | هوكي                        | احتلت فريق بريطانيا العظمى أول ميدالية ذهبية على الإطلاق في بطولة هوكي الحقل في الألعاب الأولمبية الصيفية 2016 للسيدات ، حيث فازت في كل مباراة. |               | 34,604 (4.6%)            |
| ماكس ويتلوك         | الجمباز                     | أصبحت أول بطلة أولمبية بريطانية في لعب الجمباز في الألعاب الأولمبية الصيفية 2016 ، حيث فازت بميداليتين ذهبيتين (تمارين أرضية وحصان حلق) خلال ساعتين ، بالإضافة إلى أول ميدالية فردية في البلاد (برونزية) في 108 عام. |               | 32,858 (4.4%)            |
| لورا تروت           | الدراجات                    | فازت بلقبين أولمبيين في سباقات الدراجات الهوائية في ركوب الدراجات في الألعاب الأولمبية الصيفية 2016 (فريق السعي والأومنيوم ، وكلاهما كانا الدفاعات الناجحة) ؛ وبذلك ، أصبحت أول امرأة بريطانية أولمبية ، وثاني سائقي دراجات أولمبية فقط (بعد ليونتين فان مورسل) للفوز بأربع ميداليات ذهبية. كما فازت بخدش الذهب والذهب في بطولة العالم للدراجات على المضمار 2016.              |               | 31,781 (4.3%)            |
| جيمي فاردي          | كرة القدم                   | ساعد نادي ليستر سيتي في الفوز بلقب الدوري الإنجليزي الممتاز ، بعد أن أظهرت الرهانات فوز نادب ليستر بلقب الدوري من 1 إلى 5،000 في بداية الموسم. |               | 25,020 (3.3%)            |
| جيسون كيني          | الدراجات                    | فاز بثلاثة ألقاب أولمبية في سباقات المضمار ركوب الدراجات في الألعاب الأولمبية الصيفية 2016 (سباقات العدو ، العدو ، والكين ، والثاني الأول كان أيضا دفاعات ناجحة) ؛ في ذلك ، قام بمقابلة ثلاثية السير كريس هوي من عام 2008 وسجلاته لأغلب الميداليات الذهبية (6) التي فاز بها أولمبي بريطاني ودراج أولمبي. كما فازت بسباق الذهب في بطولة بطولة العالم للدراجات على المضمار 2016. |               | 12,376 (1.7%)            |
| آدم بيتي            | السباحة                     | فاز بسباق 100 متر صدر في السباحة في الألعاب الأولمبية الصيفية 2016 (وحقق رقمين قياسيين عالميين) ليصبح بطل السباحة الأولمبي الذكر الأول في بريطانيا منذ أدريان مورهاوس قبل 28 سنة. أيضا جزء من الفريق الفائز بالميدالية الفضية في سباق التتابع 4 × 100 متر ، وهو أعلى إنجاز في البلاد في هذا الحدث.                                                                             |               | 11,129 (1.5%)            |
| غاريث بيل           | كرة القدم                   | فاز بدوري أبطال أوروبا (للمرة الثانية) مع ريال مدريد وكان جزءًا من منتخب ويلز لكرة القدم الذي وصل إلى الدور نصف النهائي من بطولة أمم أوروبا 2016. |               | 10,786 (1.4%)            |
| نقولا آدامز         | الملاكمة                    | دافعت بنجاح عن لقبها في وزن الذبابة في الألعاب الأولمبية ، لتصبح بذلك أول ملاكم بريطاني في 92 سنة للقيام بذلك في أي قسم. كما فازت بذهبية وزن ذبابة في بطولة العالم للنساء في الأيبا وحققت لقب "البطولات الاربع الكبرى" لألقاب الأولمبياد والعالم وأوروبا ودول الكومنولث. |               | 7,812 (1.0%)             |
| كادينا كوكس         | العاب القوى / ركوب الدراجات | صبحت أول باراليمبية بريطانية تفوز بميداليات في رياضتين مختلفتين في دورة ألعاب واحدة خلال 28 عامًا ، مع ذهبية واحدة في ركوب الدراجات (C4-5 500m time trial) بالإضافة إلى ميدالية لكل لون (ذهب وفضية وبرونزية) في ألعاب القوى (T38 400m ، T35-38 4 × 100 m relay و T38 100m على التوالي).                                                                                         |               | 5,574 (0.7%)             |
| سارة ستوري          | الدراجات                    | دافع بنجاح عن ثلاثة ألقاب أولمبية بارالمبية في ركوب الدراجات (سباق C4-5 وسباق C5 time / السعي الفردي) ليصبح أنجح البارالمبية البريطانية في العصر الحديث ، وأنجح البارالمبية البريطانية في كل العصور (بإجمالي 14 ذهبية ميداليات). |               | 3,580 (0.5%)             |
| داني ويليت          | الغولف                      | فازت ببطولة الماسترز ، وبذلك أصبحت ثاني لاعب غولف إنجليزي (بعد نيك فالدو) لتحقيق هذا الإنجاز. |               | 2,227 (0.3%)             |